# Daniel López Pinedo
Daniel López Pinedo   (Barcelona, 16 de juliol de 1980) és un jugador de waterpolo català que ocupa la posició de porter.
Format als Maristes de les Corts, el 1996 va anar al Club Esportiu Mediterrani on va estar-hi fins al 2002. Posteriorment va jugar al Club Natació Sant Andreu i el 2006 va fitxar pel Club Natació Atlètic-Barceloneta on coincidí amb el gran domini de l'equip mariner. En el seu palmarès destaca una Lliga de Campions, nombroses lligues i copes del Rei, entre altres títols.
Amb la selecció espanyola, ha aconseguit dos medalles d'argent als Campionats del Món (2009, 2019), dos de plata (2018, 2019) als Campionats d'Europa, i dos d'argent als Jocs Mediterranis de 2009 i als de 2013. També ha obtingut el diploma olímpic en els Jocs Olímpics de Londres (2012) i de Rio de Janeiro (2016).